# Rhododendron-Park Bremen

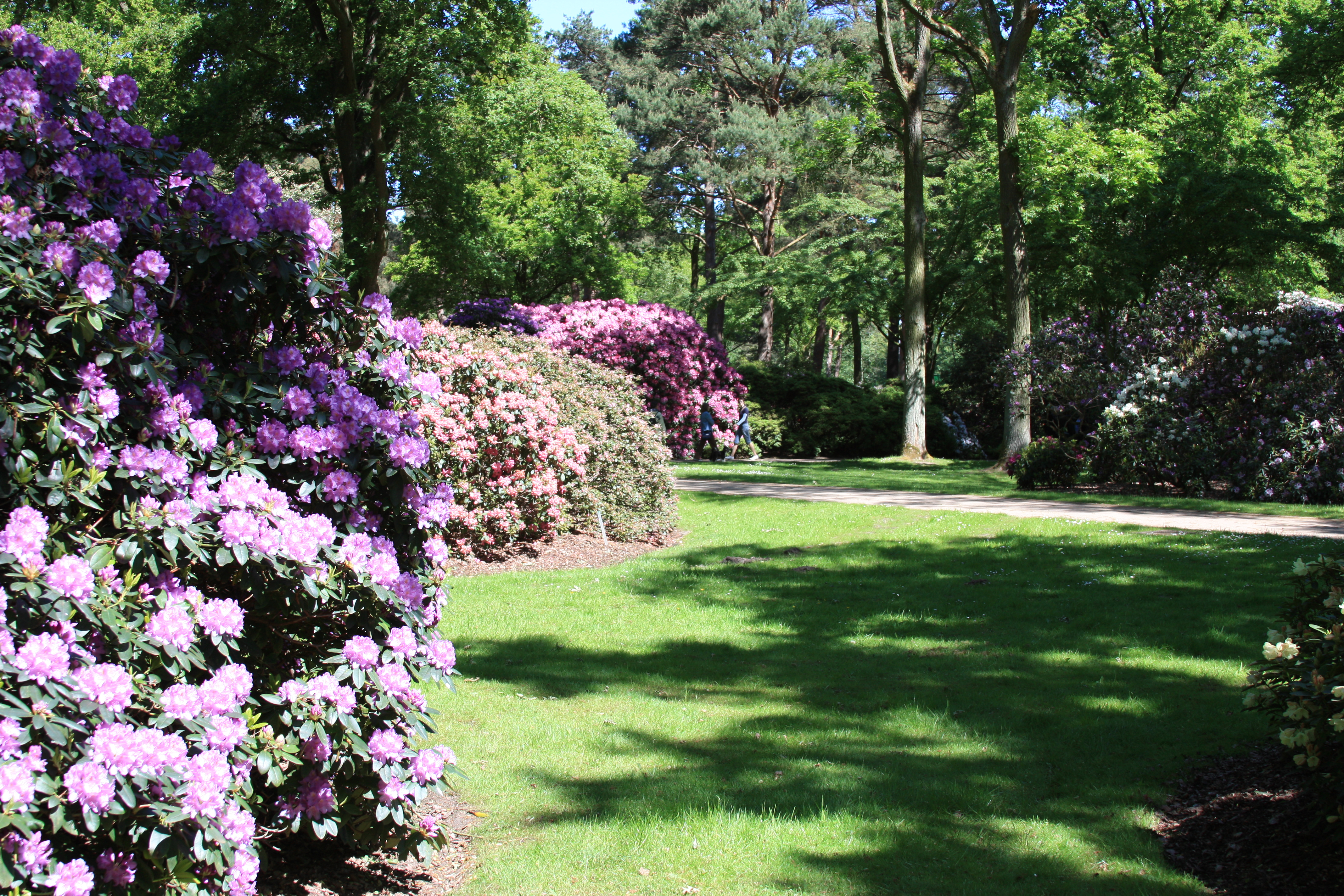
Rhododendron-Park Bremen.

El Rhododendron-Park Bremen, también conocido como Rhododendron-Park und Botanischer Garten Bremen o Botanika im Rhododendron-Park de 46 hectáreas de extensión es una de las mayores colecciones del mundo de rhododendron y azaleas, además de un jardín botánico de 3,2 hectáreas que se ubica en su interior. Su código de reconocimiento internacional como institución botánica así como de su herbario es BREMR.

## Localización
Botanischer Garten und Rhododendron-Park, Marcusallee 60,
Bremen , Bremen (estado), D-28359 Deutschland-Alemania.53°5′30″N 8°53′10″E / 53.09167, 8.88611
Se encuentra abierto diariamente, la entrada al parque es gratis pero se cobra una tarifa de entrada al Botanika.

## Historia
El jardín botánico tiene como fecha de inicio en 1905 en que fue creado por el hombre de negocios Ernst Franz Schütte en un lugar distinto (1905 Osterdeich, 3 hectáreas). Este jardín original fue organizado geográficamente, con las plantas de Oriente, México, y el Cáucaso, tan bien con colecciones de plantas de cosecha, hierbas medicinales, plantas nativas, y plantas venenosas. 
Siguió siendo privado hasta 1935 cuando se convirtió en propiedad de la ciudad, y fue transferido a su localización actual dentro del parque del rododendro durante los siguientes años. El jardín actual fue terminado entre 1949 y 1950. 
El parque sí mismo comenzó su andadura en 1933 gracias a la iniciativa de la sociedad alemana del rododendro en tierras de labrantío y bosques, abriéndose al público en 1937. Su facilidad del jardín botánico "Botanika", descrita como el centro más grande de la naturaleza en Alemania, abierto en el 2003. En el 2007 la propiedad del parque fue transferida a una fundación no lucrativa.

## Azaleas y rhododendron
Las colecciones de azaleas y rhododendron del parque son las siguientes:
- Azalea park, un gran parque paisajista con arroyos y prados, nos muestran azaleas bajo viejos abedules y robles. La colección incluye especies silvestres procedentes de Norteamérica, y cultivares históricos y actuales procedentes de la República Checa, Alemania, y los Estados Unidos.
- Bosque Rhododendron, una parte del parque densamente forestada donde se ubican los primeros rhododendron plantados en 1936.
- Rhododendron park, con más de 2,000 variedades de rhododendron y azaleas.
- Nuevos cultivares, con las nuevas variedades de rhododendron conseguidas por los horticultores alemanes, renovado cada 5 años con la supervisión del « Deutschen Rhododendron-Gesellschaft »  (DRG). Las plantaciones más recientes fueron entre el 2007 y el 2008.

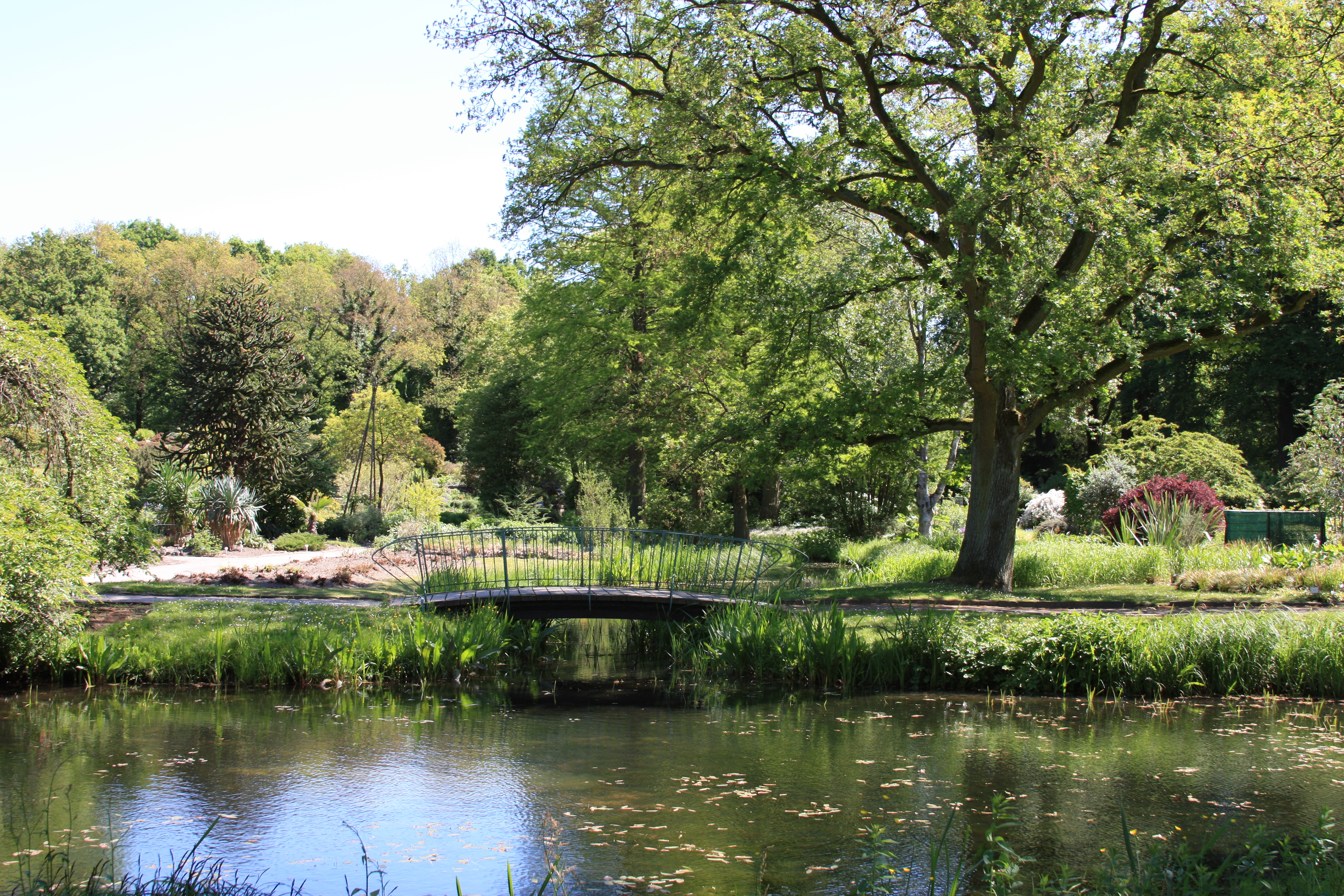
Rhododendron-Park Bremen.

## Jardín botánico
El jardín botánico del parque engloba las siguientes colecciones, 
- Alpinum
- Áreas geográficas, plantas procedentes de América, Asia, Australia, Nueva Zelanda, y los Balcanes.
- Jardín de brezos, con variedades de los géneros Ericaceae y Calluna.
- Flora indígena, con aproximadamente 1000 de las 2000 especies  indígenas del noroeste de Alemania, de las cuales unas 200 se encuentran incluidas en la Lista Roja de especies de plantas en peligro de Baja Sajonia y Bremen.
- Plantas medicinales y plantas de interés económico, con unos 400 taxones de plantas medicinales (una de las mayores colecciones de Alemania), con unos 200 taxones de plantas de cosecha.
- Rocalla de Rhododendron, con especies de rhododendron procedentes de los Alpes, Himalayas, y las montañas de China y Japón.

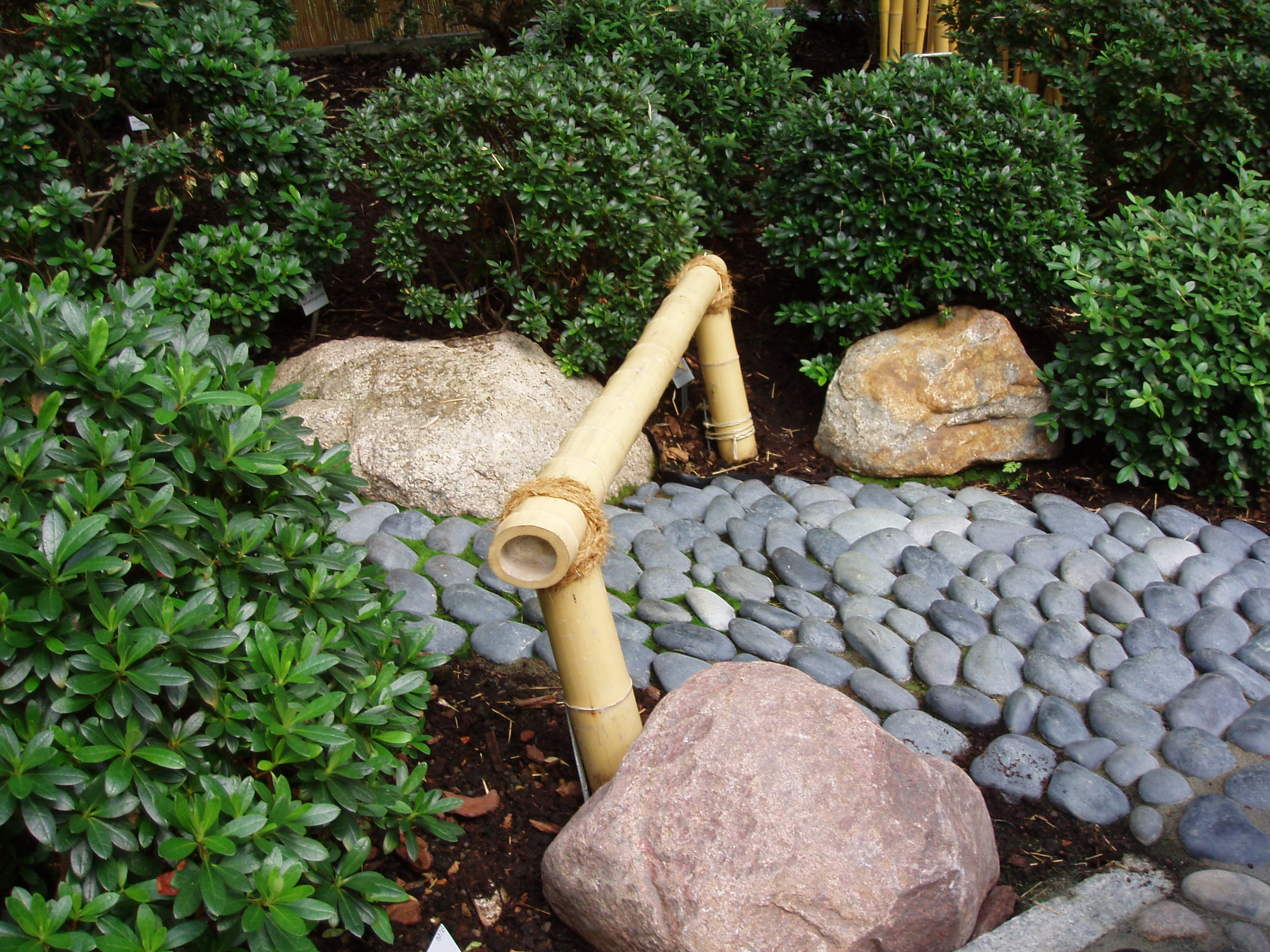
Jardín japonés en Botanika.

- Plantas de sombra

## Otros jardines y áreas del parque
- Jardín de Bonsái, un jardín Zen seco con bonsái.
- Botanika, un muestrario de plantas de Asia con un despliegue de la diversidad de las especies leñosas, incluyendo rhododendron procedentes de Nepal, Tíbet, Yunnan, y Birmania, junto con estatuas procedentes del Asia suroriental, rueda de oraciones, un pabellón de té Chino, y la que está considerada como la mayor estatua de Buda fuera de Asia.
- Rosaleda, con 230 variedades de rosas.
- Jardín de las fragancias, con rosas, e hierbas aromáticas tales como tomillo y lavanda.